# Tournoi de tennis de Drummondville
Le Challenger Banque Nationale de Drummondville est un tournoi international de tennis masculin faisant partie de l'ATP Challenger Tour ayant lieu tous les ans à Drummondville, au Canada depuis 2015. Auparavant, le tournoi a été créé en 2006 et il s'est joué à Rimouski, toujours au Québec, avant sa relocalisation. Il se joue sur dur intérieur.

## Palmarès

### Simple
| Année         | Vainqueur          | Finaliste          | Score            |
| ------------- | ------------------ | ------------------ | ---------------- |
| Rimouski      |                    |                    |                  |
| 2006          | Kristian Pless     | Lu Yen-hsun        | 6-4, 7-6         |
| 2007          | Brendan Evans      | Ilija Bozoljac     | 6-7, 6-4, 6-4    |
| 2008          | Ryan Sweeting      | Kristian Pless     | 6-4, 7-6         |
| 2009          | Non joué           | Non joué           | Non joué         |
| 2010          | Rik de Voest       | Tim Smyczek        | 6-0, 7-5         |
| 2011          | Fritz Wolmarans    | Bobby Reynolds     | 62-7, 6-3, 7-63  |
| 2012          | Vasek Pospisil     | Maxime Authom      | 7-66, 6-4        |
| 2013          | Rik de Voest       | Vasek Pospisil     | 7-66, 6-4        |
| 2014          | Sam Groth          | Ante Pavić         | 7-63, 6-2        |
| Drummondville |                    |                    |                  |
| 2015          | John-Patrick Smith | Frank Dancevic     | 611-7, 7-63, 7-5 |
| 2016          | Daniel Evans       | Edward Corrie      | 6-3, 6-4         |
| 2017          | Denis Shapovalov   | Ruben Bemelmans    | 6-3, 6-2         |
| 2018          | Denis Kudla        | Benjamin Bonzi     | 6-0, 7-5         |
| 2019          | Ričardas Berankis  | Yannick Maden      | 6-3, 7-5         |
| 2020          | Maxime Cressy      | Arthur Rinderknech | 64-7, 6-4, 6-4   |
| 2021          | Édition annulée    | Édition annulée    | Édition annulée  |
| 2022          | Vasek Pospisil     | Michael Mmoh       | 7-65, 4-6, 6-4   |
| 2023          | Zizou Bergs        | James Duckworth    | 64 75            |

### Double
| Année         | Vainqueurs                        | Finalistes                           | Score             |
| ------------- | --------------------------------- | ------------------------------------ | ----------------- |
| Rimouski      |                                   |                                      |                   |
| 2006          | Frederik Nielsen Kristian Pless   | Jasper Smit Martijn van Haasteren    | 6-2, 6-4          |
| 2007          | Daniel King-Turner Robert Smeets  | Brendan Evans Alberto Francis        | 7-5, 6-7, [10-7]  |
| 2008          | Vasek Pospisil Milos Raonic       | Kristian Pless Michael Ryderstedt    | 5-7, 6-4, [10-6]  |
| 2009          | Non joué                          | Non joué                             | Non joué          |
| 2010          | Kaden Hensel Adam Hubble          | Scott Lipsky David Martin            | 7-65, 3-6, [11-9] |
| 2011          | Treat Conrad Huey Vasek Pospisil  | David Rice Sean Thornley             | 6-0, 6-1          |
| 2012          | Tomasz Bednarek Olivier Charroin  | Jaan-Frederik Brunken Stefan Seifert | 6-3, 6-2          |
| 2013          | Sam Groth John-Patrick Smith      | Philipp Marx Florin Mergea           | 7-65, 7-67        |
| 2014          | Edward Corrie Daniel Smethurst    | Germain Gigounon Olivier Rochus      | 6-2, 6-1          |
| Drummondville |                                   |                                      |                   |
| 2015          | Philip Bester Chris Guccione      | Frank Dancevic Frank Moser           | 6-4, 7-66         |
| 2016          | James Cerretani Max Schnur        | Daniel Evans Lloyd Glasspool         | 3-6, 6-3, [11-9]  |
| 2017          | Sam Groth Adil Shamasdin          | Matt Reid John-Patrick Smith         | 6-3, 2-6, [10-8]  |
| 2018          | Joris De Loore Frederik Nielsen   | Luis David Martínez Filip Peliwo     | 6-3, 6-4          |
| 2019          | Scott Clayton Adil Shamasdin      | Matt Reid John-Patrick Smith         | 7-5, 3-6, [10-5]  |
| 2020          | Manuel Guinard Arthur Rinderknech | Roberto Cid Subervi Goncalo Oliveira | 7-64, 7-63        |
| 2021          | Édition annulée                   | Édition annulée                      | Édition annulée   |
| 2022          | Julian Cash Henry Patten          | Arthur Fery Giles Hussey             | 6-3, 6-3          |
| 2023          | André Göransson Toby Samuel       | Liam Draxl Giles Hussey              | 62-7, 6-3, [10-8] |